# Kochlöffel (Schnellrestaurant)
Die Kochlöffel GmbH ist eine deutsche Systemgastronomiekette mit Hauptsitz in Lingen (Ems), Niedersachsen. Die Kette bietet unter anderem Grillhähnchen, Currywurst, verschiedene Burger, Salate, Pommes frites und Erfrischungsgetränke an.

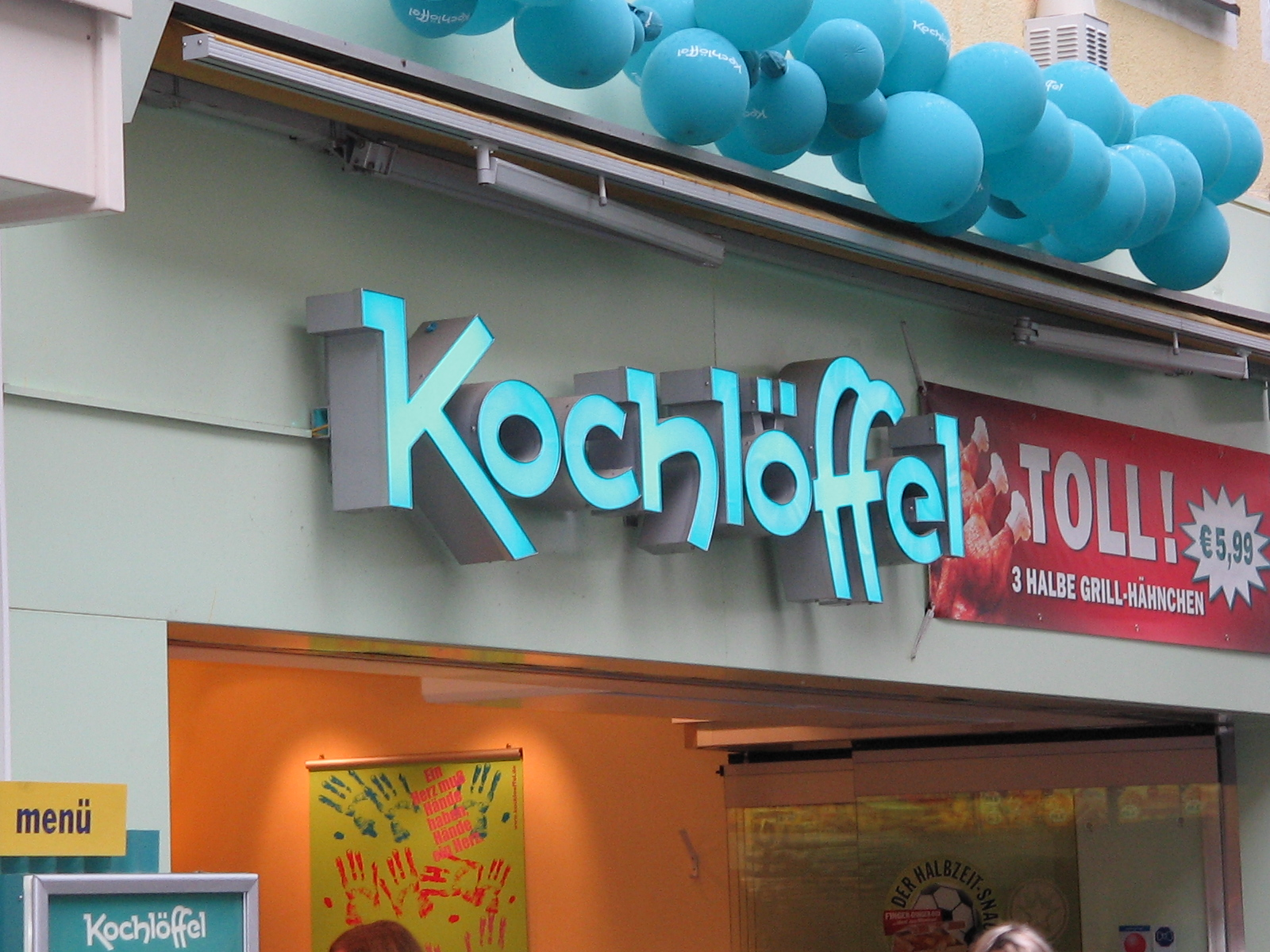
Leuchtschrift über dem Eingang eines Kochlöffel-Restaurants

## Umsatz
2012 wurden nach Unternehmensangaben insgesamt 3 Mio. halbe Grillhähnchen, 6,7 Mio. Hamburger, 1,4 Mio. Bratwürste, 0,4 Mio. Portionen Salat, rund 1.000 Tonnen Pommes frites und 1,4 Mio. Liter Getränke verkauft und ca. 11,5 Mio. Gäste in rund 90 Restaurants gezählt.

## Geschichte
Das erste Kochlöffel-Restaurant wurde 1961 von Martha van den Berg und ihrem ersten Ehemann Heinrich Lobenberg in Wilhelmshaven gegründet. Nachdem dieser wenige Jahre später verstorben war, heiratete sie 1969 den aus den Niederlanden stammenden Clemens van den Berg. Dieser stieg in das Unternehmen mit ein und führte es gemeinsam mit seiner Frau.
In den 1970er und 1980er Jahren stieg die Anzahl der Filialen von 20 auf ca. 120.
2010 trat die jüngste Tochter Julia zusammen mit ihrem Gatten Torsten Hessler in die Geschäftsführung des Unternehmens ein. Bis heute ist Kochlöffel durch die Gründerfamilie inhabergeführt.
Martha van den Berg starb am 14. März 2025.

## Expansion
In Polen war Kochlöffel von 1995 bis Ende 2015 unter dem Namen „conieco.“ vertreten; in der Türkei seit September 2010 in Kooperation mit einem Master-Lizenznehmer.
Das Unternehmen ist mit über 80 Restaurants (Stand: November 2021) ausschließlich in Deutschland vorwiegend in kleineren Städten vertreten.

## Franchise
Seit 1995 vergibt das Unternehmen Lizenzen für sein Schnellrestaurant-Konzept. Mittlerweile werden ein Drittel aller Betriebe von Franchisepartnern geführt. Kochlöffel ist Vollmitglied im Deutschen Franchise-Verband e. V.